# 大分県教育委員会
大分県教育委員会（おおいたけんきょういくいいんかい）は、大分県の教育委員会である。

## 概要
大分県内の教育に関する事務を所掌する行政委員会であり、6人の委員で構成される。2025年現在の教育長は、山田雅文。近年は、学力向上、高校改革などの教育改革に取り組んでいる。
広義では、教育委員会の執行機関である教育委員会事務局を含めて、教育委員会と呼ぶこともある。

## 組織
- 教育改革・企画課
- 教育DX推進課
- 教育人事課
- 教育財務課
- 福利課
- 学校安全・安心支援課
- 義務教育課
- 特別支援教育課
- 高校教育課
- 社会教育課
- 人権教育・部落差別解消推進課
- 文化課
- 体育保健課

## 所在地
- 〒870-8503 大分県大分市府内町3丁目10番1号

## 市町村教育委員会
- 大分市教育委員会
- 別府市教育委員会
- 中津市教育委員会
- 日田市教育委員会
- 佐伯市教育委員会
- 臼杵市教育委員会
- 津久見市教育委員会
- 竹田市教育委員会
- 豊後高田市教育委員会
- 杵築市教育委員会
- 宇佐市教育委員会
- 豊後大野市教育委員会
- 由布市教育委員会
- 国東市教育委員会
- 姫島村教育委員会
- 日出町教育委員会
- 九重町教育委員会
- 玖珠町教育委員会

## 不祥事
大分県立高校（校名は非公表）の男性教諭が、2018年10月以降に教え子の女子生徒に対して淫らな行為をし、女子生徒は関係に悩み自殺未遂し意識障害の状態となった。県教委はこの男性教諭を2019年7月に懲戒免職処分としたが、生徒のプライバシーにかかわるなどの理由で公表していなかった。生徒の両親は2020年1月14日付で県を相手取り大分地方裁判所に提訴し係争中である。

## 参考・外部リンク
- 大分県教育委員会